# Onkel Präsident
Onkel Präsident ist eine 100-minütige komische Oper von Friedrich Cerha nach einem Libretto von Peter Wolf, in einem Vorspiel, einem Akt und Epilog.

## Entstehung
Als Vorlage für das Libretto diente das Bühnenstück Eins, zwei, drei von Ferenc Molnár.
Die Oper entstand nach einem Kompositionsauftrag des Staatstheaters am Gärtnerplatz als Koproduktion mit der Volksoper Wien. Unterstützt wurde die Produktion von der Ernst von Siemens Musikstiftung. Der österreichische Theaterregisseur und -intendant Josef Ernst Köpplinger arbeitete seit 2009 mit Cerha an diesem Projekt und nahm es nach seinem Wechsel zum Theater am Gärtnerplatz von Klagenfurt nach München mit.

## Uraufführung
Die Uraufführung fand, wegen Sanierungsarbeiten des Theaters am Gärtnerplatz, am 1. Juni 2013 im Prinzregententheater München statt.

### Rollen und Darsteller der Uraufführung
- Der Komponist – Robert Holl
- Der Präsident – Renatus Mészár
- Melody Moneymaker – Susanne Ellen Kirchesch
- Josef Powolny, Fahrradbote – Paul Schweinester
- Fräulein Flink, Sekretärin – Elaine Ortiz Arandes
- Fräulein Flott, Sekretärin – Ann-Katrin Naidu
- Fräulein Flugs, Sekretärin – Frances Lucey
- Dr. Fleiß, Leiter des Sekretariats – Stefan Cerny
- Dr. Gefällig, Generaldirektor – Derrick Ballard
- Dr. Pillerl, Betriebsarzt – Derrick Ballard
- Deodatus Graf Schrullenhuf-Wullersdurff – Juan Carlos Falcón
- Didi Kvaca, Reporter vom Skandal – Ernst Dieter Suttheimer
- Zwirn, Zuschneider – Ernst Dieter Suttheimer
- Monsignore Campanile – Holger Ohlmann
- Mummy Moneymaker – Snejinka Avramova
- Daddy Moneymaker – Martin Hausberg
- Die fünf Mitglieder des Aufsichtsrates – Thomas Hohenberger, Dirk Lüdemann, Adrian Sandu, Stefan Thomas, Marcus Wandl

Im Oktober 2014 wurde das Stück auch an der kooperierenden Volksoper Wien aufgeführt.